# Classe Kiev

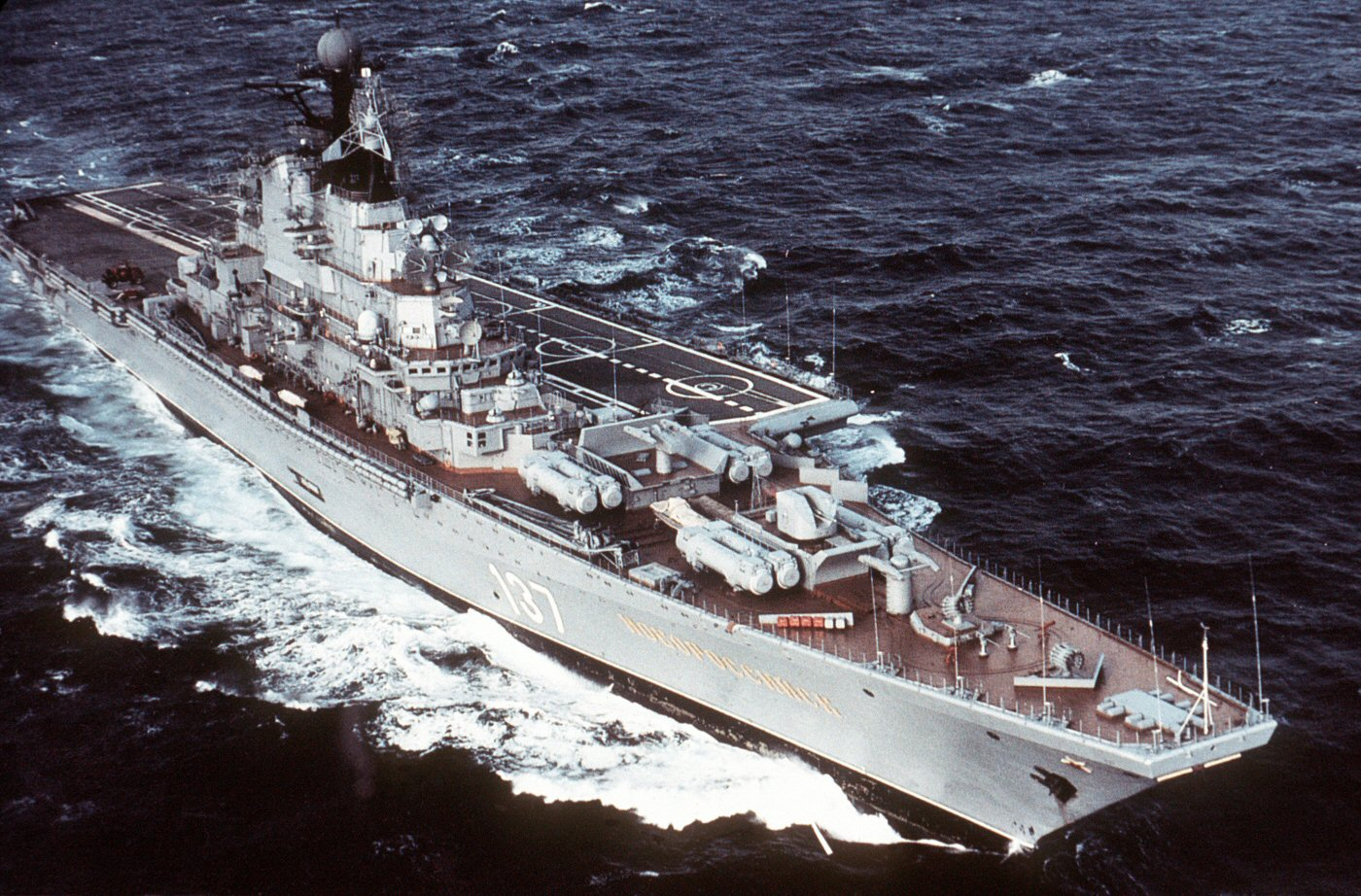
Porta-aviões Novorossiysk, 1986

A Classe Kiev foi uma classe de cruzadores porta-aviões da União Soviética. Foram os primeiros porta-aviões soviéticos a operar aeronaves de asa fixa. 
Possuíam capacidade para 12 aeronaves de asa fixa e 19 helicópteros. Estas três unidades seriam complementadas com um quarto navio, o Gorshkov, entregue em 1987 o qual tinha armamentos melhorados e radares mais modernos.

## Unidades da Classe
- Porta-aviões Kiev (1972–1993)
- Porta-aviões Minsk (1975–1993)
- Porta-aviões Novorossiysk (1978–1993)
- Porta-aviões Almirante Gorshkov, ex-Baku (1982–1995), vendido a Índia e renomeado INS Vikramaditya

## Histórico
Após o desenvolvimento dos Cruzadores anti-submarino Moskya, iniciou-se em 1967 o desenvolvimento do primeiro porta-aviões de asa fixa da URSS. 
Os navios da classe são híbridos entre cruzador lança-mísseis e porta-aviões, possuem mísseis anti-superfície compensando a pequena quantidade de aeronaves que carregam. Além disso, não possuíam catapultas, operando apenas helicópteros e aviões V/STOL, que carregam menor quantidade de armas neste tipo de decolagem. O grupamento aéreo era formado por aeronaves V/STOL Yak-141 e helicópteros Ka-27.
O Baku, depois Gorshkov, quarto navio da classe, foi bastante modificado de acordo com os conhecimentos adquiridos com as embarcações anteriores. 
A Classe apresentou uma série de problemas, especialmente com sua propulsão, restringindo sua operação. O Gorshkov sofreu um grande incêndio em 1992, ficando no porto de Severomorsk até ser vendido a Índia.
Pelo acordo assinado com a Índia, o navio sofreria grandes modificações nos estaleiros russos para operar aeronaves convencionais. Receberu uma rampa similar ao Porta-aviões Kuznetsov e perdeu seus lançadores de mísseis na proa. Neste pacote, estariam incluídos aeronaves MIG-29K. O navio seria entregue em 2009, mas o programa sofreu com atrasos e só foi entregue em dezembro de 2013.